# KV4
KV4, acrònim de l'anglès King's Valley, és una tomba egípcia de l'anomenada Vall dels Reis, situada a la riba oest del riu Nil, a l'altura de la moderna ciutat de Luxor. Havia de ser la tomba de Ramsès XI, però és probable que construcció fos abandonada i que mai s'utilitzes per Ramsès XI. També sembla probable que Pinedjem I intentes usurpar la tomba per al seu enterrament, però sembla que també va abandonar la idea. La tomba KV4 destaca per ser l'última tomba reial en ser excavada en la necròpolis.

## Marc històric
Ramsés XI va ser el desè faraó de la dinastia XX, i encara que va gaudir d'un regnat llarg, de 1099-1069 aC, aproximadament, no va poder fer front als nombrosos problemes que patia el país. Conegut per llavors amb el nom de Menmaatra-Setepenptah Ramsès-Jaemuaset-Meriamón-Neterheqaiunu, el monarca va ser l'últim home a governar sobre les Dues Terres unides sota el mateix ceptre. Es creu que era fill de l'anterior rei, Ramsès X, i que va ser incapaç de combatre la secessió que va patir l'Alt Egipte en l'any 17 del seu regnat.
Les lluites entre el poder reial, establert a la capital de Pi-Ramsès (al Delta del Nil), el virrei de Núbia i el gran sacerdot d'Amón a Tebes, així com una contínua fam i condicions de vida cada vegada pitjors de la població van provocar una guerra civil a l'Alt Egipte. Ramsès XI es va desentendre del problema i pràcticament va cedir la seva corona al gran sacerdot Herihor, qui va acumular prerrogatives reals i va governar en solitari ignorant al faraó, essent el seu rei tan sols de forma nominal.

## Exploració i excavació
Tot i que KV4 va ser oberta des de l'antiguitat i grafiada en diverses ocasions en diferents etapes històriques donant fe de la popularitat de la tomba, la tomba va rebre poca atenció acadèmica fins a l'exploració per part de John Romer entre els anys 1978 i 1980.

## Localització, planta i continguts
La KV4 està localitzada en un uadi al costat de la vall, al costat de KV46. La tomba es troba ocalitzada a uns 100 metres al vessant de la muntanya, i es compon d'una sèrie de tres corredors de pendent suau que condueixen cap a la càmera fdel pou de la tomba i dues cambres més, amb columnes inacabades. L'última d'aquestes cambres, la cambra funerària, compta amb un pou profund tallat al centre.

## Decoració
Abandonada abans de ser finalitzada, KV4 té molt poques escenes decoratives, i cap d'elles està completament acabada. L'única estada que presenta empremtes de pintura és l'entrada del primer corredor, B, i aquest mateix. En ambdós llocs apareix el rei acompanyat de déus com  Ra-Horajti, Maat, Meretseger o el moltó de quatre caps Hor-em-ajet (el Harmaquis dels grecs). És de suposar que després d'aquestes representacions s'inclogués la Lletania de Ra, present en gairebé en totes de les tombes reials, però seria just llavors quan el faraó dissoldria la comunitat de constructors de tombes i paralitzaria la decoració de KV4.
En haver estat oberta des de l'antiguitat, s'hi han trobat diversos grafits de totes les èpoques, escrits en demòtic, grec, llatí, copte, francès i anglès (aquests dos últims se suposa que dels segles xviii i xix). Com moltes altres tombes del lloc, KV4 va ser utilitzada com a habitatge en època copta. Fins i tot Howard Carter la va utilitzar com a rebost i menjador mentre dirigia les tasques d'excavació i datació de la tomba de Tutankamon.